# Антониу-Олинту
Антониу-Олинту (порт. Antônio Olinto) — муниципалитет в Бразилии, входит в штат Парана. Составная часть мезорегиона Юго-восток штата Парана. Входит в экономико-статистический микрорегион Сан-Матеус-ду-Сул. Население составляет 7166 человек на 2006 год. Занимает площадь 469,755 км². Плотность населения — 15,3 чел./км².
Праздник города — 24 октября.

## История
Город основан в 1960 году.

## Статистика
- Валовой внутренний продукт на 2003 год составляет 75 885 699,00 реалов (данные: Бразильский институт географии и статистики).
- Валовой внутренний продукт на душу населения на 2003 год составляет 10 428,16 реалов (данные: Бразильский институт географии и статистики).
- Индекс развития человеческого потенциала на 2000 год составляет 0,711 (данные: Программа развития ООН).

## География
Климат местности: субтропический. В соответствии с классификацией Кёппена, климат относится к категории Cfa.